# Troy (Missouri)
Pour les articles homonymes, voir Troy (homonymie).
La ville de Troy est le siège du comté de Lincoln, dans l’État du Missouri, aux États-Unis. Elle comptait 10 540 habitants en 2012.